# Järnvägsolyckan i Chachoengsao 2020
Järnvägsolyckan i Chachoengsao 2020 inträffade klockan 08:05 lokal tid den 11 oktober 2020, när ett godståg och en långfärdsbuss kolliderade vid en korsning vid järnvägsstationen Khlong Kwaeng Klan utanför byn Bang Toei i provinsen Chachoengsao strax ost om huvudstaden Bangkok.

## Händelseförlopp
Ombord på bussen fanns 65 passagerare, religiösa buddhister som färdades från provinsen Samut Prakan till provinsen Chachoengsao. Detta för att besöka ett buddhistiskt tempel i provinsen och delta i en traditionsenlig ceremoni för att markera slutet av den buddhistiska retreat-högtiden Vassa.
Klockan 08:05 lokal tid inträffade olyckan när bussen passerade en korsning över järnvägsspåren och träffades av godståget. Bussen välte över på ena sidan och taket slets av. Tåget stannade på rälsen.
Varför olyckan inträffade är ännu okänt men det har rapporterats att det regnade och var dåligt väder vid händelsen, och det har spekulerats i att busschauffören möjligtvis inte såg tåget komma.
På kvällen den 11 oktober var 18 människor avlidna och minst 44 personer bekräftat skadade. Siffran förväntades stiga inom de närmaste dagarna.

## Efterspel
Maitree Tritilanon, guvernör i Chachoengsao-provinsen sade efter olyckan att korsningen har ett varningslarm, men saknar bom eller barriär för att blockera biltrafik när ett tåg skall passera. Tritilanon sade också att provinsen nu skall installera farthinder och barriärer vid spåren samt avlägsna träd i området för att förbättra sikten, för att något liknande aldrig skall hända igen.
Thailands premiärminister, Prayut Chan-o-cha uttryckte sorg över händelsen och beordrade en utredning av olyckan.